# Gare d'Utinga
La gare d'Utinga (en portugais Estação Utinga) est une gare ferroviaire de la ligne 10 (Turquoise) de la Companhia Paulista de Trens Metropolitanos (CTPM). Elle est située avenue da Paz sur le territoire de la municipalité de Santo André dans l'État de São Paulo, au Brésil.
La gare est mise en service en 1933 et devient une gare de la CTPM en 1994.

## Situation ferroviaire

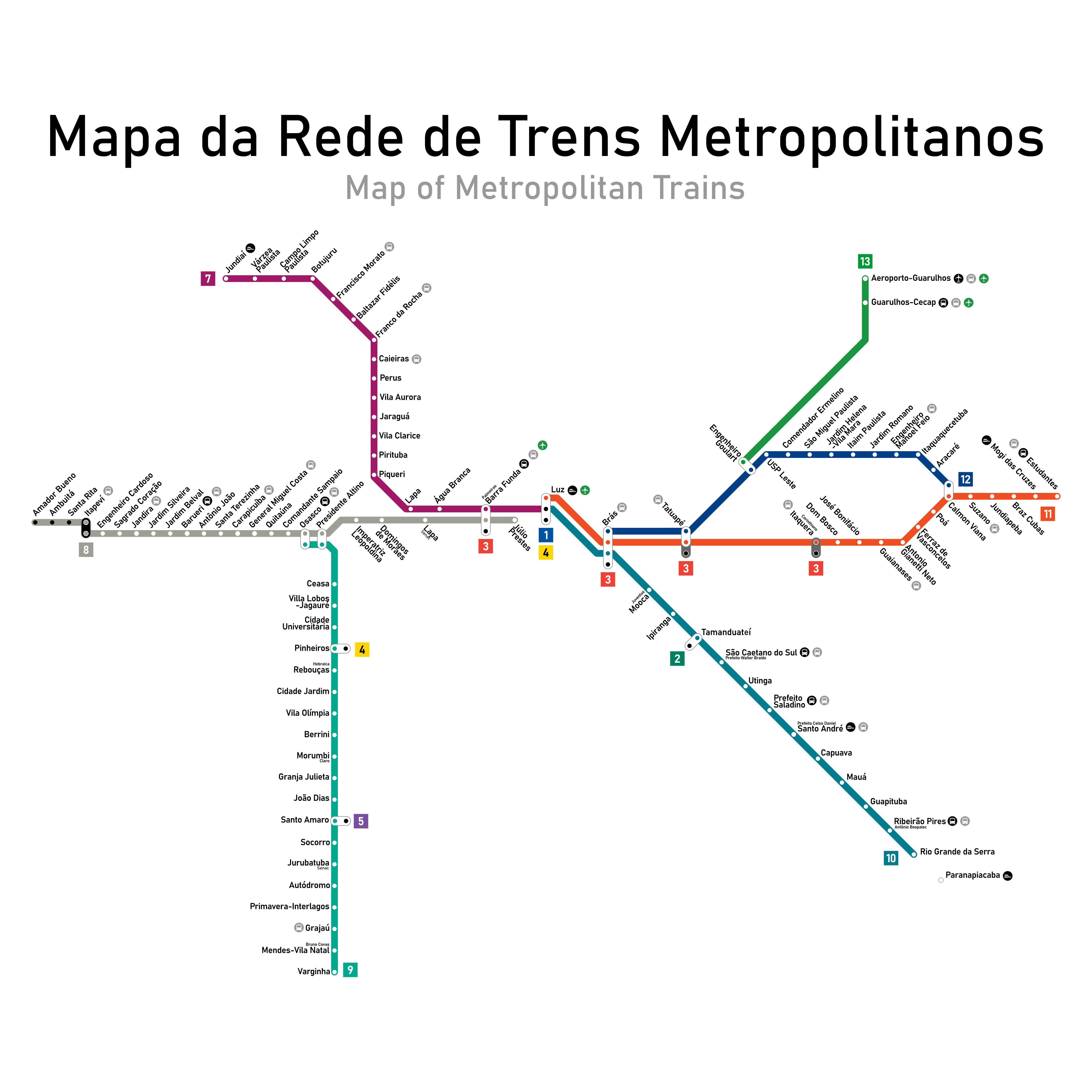
Plan des lignes de la CPTM (2020).

Établie à 737 mètres d'altitude, la gare d'Utinga est située sur la ligne 10 (Turquoise) de la Companhia Paulista de Trens Metropolitanos (CTPM), entre la gare de São Caetano do Sul–Prefeito Walter Braido, en direction de la gare terminus de Brás, et la gare de Prefeito Saladino, en direction de la gare terminus de Rio Grande da Serra. 

## Histoire

### Arrêt facultatif
Un poste télégraphique est ouvert à Utinga à une date indéterminée. 

### Gare
L'annonce de construction d'une gare dans le quartier d'Utinga à Santo André a lieu en 1932 et la gare est inaugurée le 1er août 1933. Un nouveau bâtiment, est inauguré en 1960. Il est rénové en 1976. Elle devient une gare de la CPTM en 1994.

## Service des voyageurs

### Accueil
La gare est accessible par l'avenue da Paz.

### Desserte
Service 710 : circulations sur la relation Jundiaí - Rio Grande da Serra, via Brás (ce qui correspond à une unification des lignes 7 et 10). Cette desserte a lieu tous les jours, y compris les week-ends et les jours fériés, de 4 h à minuit. Cette relation dessert 31 gares, approximativement en 2 h 8 min. Aux heures de pointe du matin et de la fin de l'après-midi  l'écart entre les trains est, à la station, de 12 minutes.
Aux heures de pointe du matin et de la fin de l'après-midi le service est complété avec une boucle intérieure, entre Francisco Morato et Mauá où l'intervalle entre les trains passe de 12 à 6 minutes en intercalant des trains desservant uniquement la boucle intérieure avec les trains de la boucle extérieure.

Ligne service 710
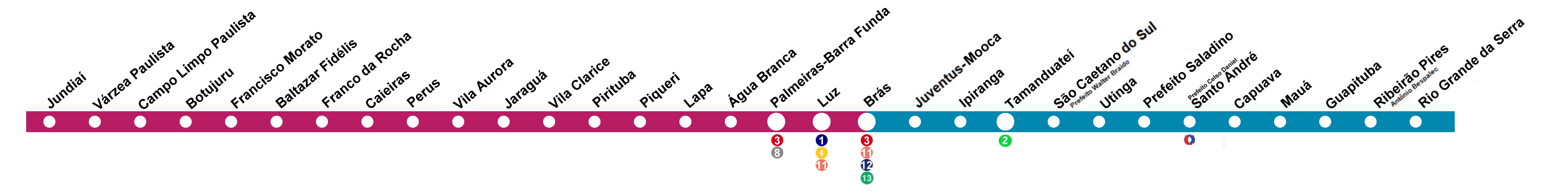